# أحداث الأزمة السورية
أحداث الأزمة السورية بدأت في منتصف شهر آذار (مارس) عام 2011 عند خروج مظاهرات في مدن سورية عدة مطالبة بإطلاق الحريات وإخراج المعتقلين السياسيين من السجون ورفع حالة الطوارئ، ثم مع الوقت ازداد سقف المطالب تدريجياً حتى وصل إلى إسقاط نظام بشار الأسد بالكامل. بحلول شهر يوليو من عام 2011 تطوَّرت مظاهر الاحتجاجات إلى اعتصاماتٍ مفتوحة في الميادين الكبرى ببعض المدن، إلا إنَّ هذه المظاهرات السلمية تعرَّضت - وفق رواية المعارضة - إلى القمع والعنيف على أيدي القوات النظامية، فيما صرَّحت الجهات الحكومية بأنَّ تدخل القوات الأمنية لم يكن إلا لمواجهة عصابات مسلحة وإرهابية في المدن السورية، في وقت ما تسبَّبت الأحداث بهجرة آلاف السكان المحليين للجوء إلى الدول المجاورة، وأهمُّها تركيا ولبنان والأردن. مع تطور الأزمة أخذت الانشقاقات في الجيش النظامي بالتزايد والتضخم، وفي مطلع شهر آب (أغسطس) أعلن عن تأسيس الجيش السوري الحر، وبدأت المواجهات العسكرية على نطاقٍ صغيرٍ ومحدودٍ بين القوات النظامية وقوات المعارضة، ثم أخذت بالتوسُّع تدريجياً حتى بدأت تصل مستوى المعارك المباشرة بحلول نهاية العام وبداية عام 2012.
مع مطلع العام الجديد بدأ استعمال الأسلحة الثقيلة بالتزايد في الصّراع، فدخلت المدفعية والآليات المصفحة، وأصبحت تتعرَّض الكثير من المدن للقصف المباشر، وفي شهر مارس عام 2012 بدأ استعمال سلاح الجو لأول مرة عبر القصف بالمروحيات القتالية (اتهم خلالها باستخدام البراميل المتفجّرة)، وأخيراً دخلت الطائرات في شهر يوليو من نفس العام. وأما قوات الجيش الحر فقد ازدادت معداتهم تطوراً، فاكتسبوا عبر تقدُّمهم على الأرض مضادات الطيران، وتمكنوا من تدمير المصفحات وإسقاط الطائرات والمروحيات. في 17 من يوليو (تموز) أعلن عن إطلاق عملية بركان دمشق وزلزال سوريا للسيطرة على العاصمة السورية دمشق، وشهد اليوم التالي إعلان تفجير مبنى الأمن القومي والقضاء على عددٍ من أبرز القيادات العسكرية والسياسية في البلاد، بينها وزير الدفاع ونائبه ورئيس مكتب الأمن القومي ورئيس خلية إدارة الأزمة. وقد تبع ذلك بأيام دخول الثوار إلى مدينة حلب كبرى مدن البلاد، ممَّا أعقبه اندلاع معركة عنيفة لا زالت مستمرَّة إلى الآن، مع انقسام المدينة بين سيطرة الثوار والجيش. في الوقت الحالي لا زال الصّراع جارياً في مختلف أنحاء سوريا، وقد بات معظم شمال البلاد (بما في ذلك معظم محافظات إدلب وحلب والرقة والحسكة) في أيدي قوات الجيش السوري الحر، بينما لا زالت المدن الرئيسية في معظمها تحت سيطرة الجيش النظامي.

## إرهاصات الأزمة
تمت الدعوة عبر موقع فيس بوك إلى «يوم غضب سوري» في 5 فبراير،  ترافق ذلك مع تصريح للرئيس في 1 فبراير بأنه لا مجال لحدوث تظاهرات في سوريا، لأنه لا يَسودها أي سخط على النظام الحاكم حسب قوله. بالرغم من ذلك، بدأ بعض النشاطون بمُحاولة تنظيم عدة مظاهرات تضأمنية مع ثورة 25 يناير المصرية بدأت في يوم 29 يناير واستمرت حتى 2 فبراير بشكل يومي في مدينة دمشق، إلا أن الأمن السوري اعترض المتظاهرين في جميع هذه المسيرات، وفي 2 فبراير سلط على المتظاهرين في منطقة باب توما «شبيحة» قاموا بفض المظاهرة واعتقال بعض المشاركين فيها، من بينهم الناشطة سهير الأتاسي. وخلال يوم 5 فبراير لم تشهد سوريا أي مظاهرة أو احتجاج.
في 17 فبراير أغلق سوق الحريقة وتجمهر التجار والسكان في المناطق المحيطة بعد إهانة رجل الأمن لابن أحد التجار، ردد خلالها المتظاهرون لأول مرة «الشعب السوري ما بينذل» كما حضر وزير الداخلية في محاولة تفاهم مع المحتشدين، وفي 22 فبراير اعتصم عشرات السوريين أمام السفارة الليبية تضامنًا مع الثورة الليبية، أطلق فيها للمرة الأولى شعار «خاين إللي بيقتل شعبه»، وكان من بين المشاركين شخصيات فكرية أمثال الطيب تيزيني، فضها الأمن السوري بالقوة أيضًا.

## عام 2011

### شهر مارس 2011

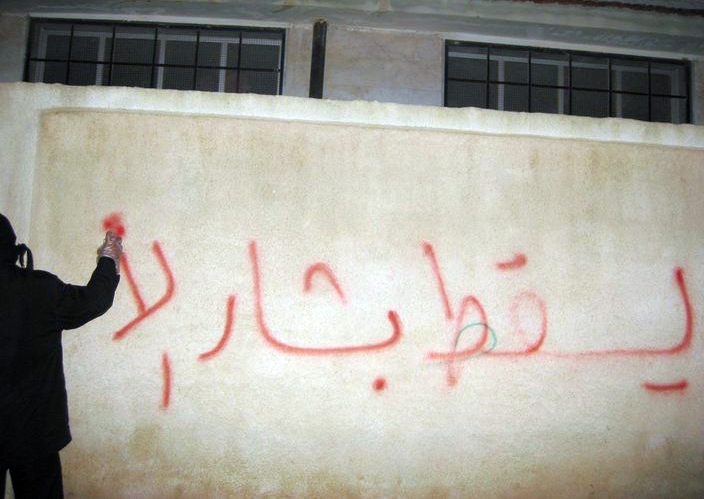
شعارات تُطالب بإسقاط النظام شبيهة بتلك التي أشعلت الاحتجاجات في مدينة درعا.

في أواخر شهر فبراير عام 2011 بدأ ناشطون سوريون وجهات معارضة مختلفة بالدعوة إلى «يوم غضب سوريٍّ» في أنحاء البلاد يوم 15 مارس من العام، متأثرين بالثورة التونسية وثورة 25 يناير المصريَّة بعد أن نجحتا في الإطاحة بنظامين دكتاتوريين شبيهين - وفق المعارضة - بنظام بشار الأسد في سوريا، وأسسوا لنشر دعواتهم هذه صفحة على موقع الفيسبوك الإلكتروني (ولو أن هوية مؤسسيها ليست معروفة على وجه التحديد) بلغَ عدد مشتركيها بحلول أواخر فبراير 26.000 شخص. وشهدَ مطلع شهر مارس حادثة أثارت توترات كبيرة في مدينة درعا جنوب سوريا، إذ قام عدد من الأطفال المتأثرين بحركة الربيع العربي بكتابة شعارات مُناهضة للنظام على جدران مدرستهم، مما أدى إلى اعتقال 16 طفلاً منهم،  وقاد ذلك الأمر إلى حالة من السخط الشعبي الكبير و«حالة من الغليان» في أنحاء المنطقة إثرَ الاعتقالات العشوائية.
في يوم الثلاثاء 15 مارس 2011 خرجَ العشرات أخيراً في مُظاهرة بعد صلاة الظهر من الجامع الأموي في دمشق وساروا عبرَ سوق الحميدية ومنطقة الحريقة المُجاورة له، مردِّدين شعارات وهتافات تطالب بالحرية، لكن سُرعان ما جاء الأمن واعتقل العديد من المحتجين،  ثم جاءت مجموعة ممن يُسمون البلطجية وهتفت تأييداً للنظام ثم فضت المتظاهرين المناهضين له بالقوة. وفي اليوم التالي 16 مارس خرجت مُظاهرة أخرى في الوقت والمكان نفسيهما اتجهت من الجامع الأموي وعبرَ الشوارع المُحيطة نحو مبنى وزارة الداخلية السورية في ساحة المرجة، وهناك احتشدَ قرابة 150 متظاهر هتفوا ضد نظام بشار الأسد،  لكن سُرعان ما فرق الأمن المظاهرة معتقلاً 32 شخصاً على الأقل.

متظاهرو درعا يُحطمون تمثال حافظ الأسد خلال مظاهرات جمعة العزة في 25 مارس.

في يوم الجمعة 18 مارس بلغت حركة الاحتجاجات وفقَ ناشطي المعارضة مدن درعا (من المسجد العمري) ودمشق (من الجامع الأموي) وحمص (من جامع خالد بن الوليد) وبانياس (من مسجد الرحمن). وفي درعا أطلقت قوات الأمن السورية الرَّصاص الحي اتجاه المتظاهرين السلميِّين، ما أدى إلى سقوط 4 قتلى. وفي الأسبوع التالي لهذه الأحداث كانت مدينة درعا وقرها موقعاً لاشتباكات عنيفة بين الأمن والمحتجين انتهت بحلول نهاية الأسبوع بسقوط 100 إلى 150 قتيلاً من جانب المتظاهرين بنيران الأمن.
في يوم الجمعة التالي 25 مارس خرجت الاحتجاجات من رقعتها الضيقة في محافظة درعا وانتشرت في أنحاء سوريا لتشمل العديد من المدن والبلدات المختلفة تحتَ شعار «جمعة العزة»، ومنها درعا والصنمين وداعل والشيخ مسكين ودمشق (في كفرسوسة وسوق الحميدية) وحمص وحماة وبانياس واللاذقية. وفي درعا نجحَ المتظاهرون في إسقاط وتحطيم صنمٍ للرئيس السابق حافظ الأسد، كما أن المحافظة شهدت خلال اليوم ذاته مجزرة في بلدة الصنمين راحَ ضحيتها أكثر من 17 قتيلاً سقطوا بنيران الأمن خلال توجههم من الصنمين نحو درعا.

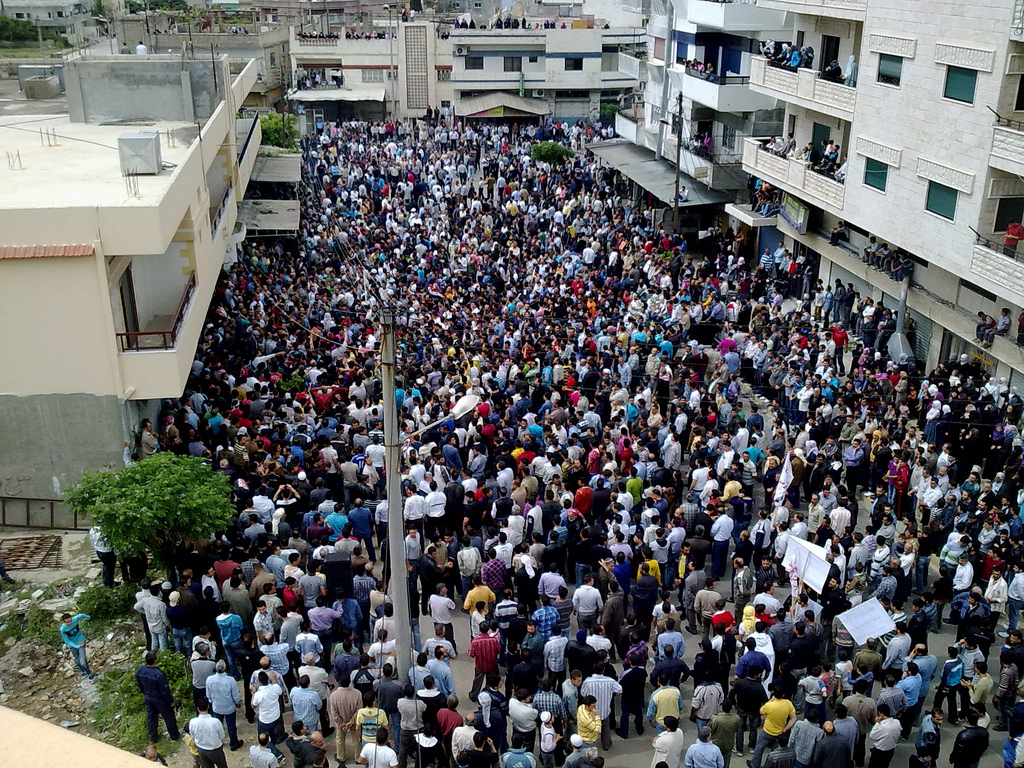
مظاهرات تُطالب بإسقاط النظام في «ساحة الحرية» بمدينة بانياس خلال «جمعة الغضب» في 29 أبريل، قبل الاجتياح العسكري للمدينة بأربعة أيام.

### شهر أبريل 2011
في 31 مارس ألقى الرئيس السوري بشار الأسد خطابه الأوَّل منذ بدء الاحتجاجات، وتحدَّث فيه عن بعض الإصلاحات الموعودة التي أعلن التزامه بتنفيذها عمَّا قريب لإرضاء المحتجين. وقبلها بيومين كانت قد قدَّمت الحكومة السابقة استقالتها، فقبلها الرئيس،  ثمَّ أعلن عن تشكيل حكومة جديدة في أواسط شهر أبريل. وفي 7 أبريل جاء مرسوم رئاسيٌّ جداً يَقضي بمنح الجنسية للمواطنين الأكراد في سوريا، بعد أن كانوا قد حرموا منها لعقود فيما مضى. وفي سبيل احتواء الاحتجاجات أكثر أمر الرئيس بشار الأسد في 14 أبريل بإطلاق سراح جميع المعتقلين الذين ألقيَ القبض عليهم خلال الاحتجاجات والذين قد بلغوا المئات، لكنه استثنى من ذلك من قال أنهم ارتكبوا جرائم بحق الوطن والمواطن. وأخيراً في 21 أبريل أعلنَ عن رفع حالة الطوارئ في البلاد، بعدَ أن كانت قد فُرضت لمدة 48 عاماً متصلة منذ ثورة الثامن من آذار عام 1963، كما أمر بحلِّ «محكمة أمن الدولة العليا». وبحلول هذا الوقت كانت تُفيد المنظمات الحقوقية بأن عدد القتلى في أنحاء البلاد بلغ 250 قتيلاً.
وقد كان اليوم التالي (22 أبريل) من أكثر أيام الاحتجاجات دموية وفق المعارضة، إذ أفادت بسُقوط ما ناهز 100 قتيل فيها بذلك اليوم بعدَ خروج احتجاجات تحتَ شعار «الجمعة العظيمة». في 25 أبريل دخلت قوات الجيش السوري للمرة الأولى المدن لمُشاركة القوات الأمنية في قمع حركة الاحتجاجات، إذ اجتاحَ الجيش مدينة درعا وقصفها بالمدفعية والدبابات، كما دخلَ بلدتي دوما والمعضمية في ريف دمشق، وكان إجماليُّ قتلى العمليات العسكرية بنهاية اليوم لا يَقل عن 38 حسبَ المرصد السوري لحقوق الإنسان. وبعد أسبوعين من ذلك بلغَ إجمالي قتلى الحملة على درعا منذ 25 أبريل ما يُناهز 220 قتيلاً، فيما بلغ إجمالي قتلى الاحتجاجات قرابة 800 شخص.

### شهر مايو 2011
بعد اجتياح درعا بأسبوع حاصرت قوات الجيش في 3 مايو مدينة بانياس الساحلية، ثم اجتاحتها وشنت حملات اعتقالات عشوائية في الشوارع،  وكانت حصيلة قتلى اليوم الأول 6 أشخاص. وفي 7 مايو أدى إطلاق نار على مظاهرة نسائية قربَ قرية المرقب إلى سقوط 4 قتيلات جدد. معَ استمرار حصار بانياس والاعتقالات فيها لأسابيع بعد ذلك، ألقيَ خلالها القبض على ما قرابة 500 شخص من سكان المدينة وقراها. وفي 9 مايو حاصرَ الجيش السوري مدينة حمص واجتاحها بالدبابات، بادئاً فيها عمليات عسكرية مشابهة لتلك في درعا وبانياس واعتقالات عشوائية لقمع حركة الاحتجاجات أدت إلى سقوط عدة قتلى. وفي 15 مايو بدأت حملة عسكرية أخرى على مدينة تلكلخ القريبة من حمص، سقطَ خلالها 4 قتلى على الأقل في اليوم الأول فيما نزحَ حوالي 1.000 نسمة من الأهالي نحو منطقة وادي خالد في لبنان هرباً من القصف. وتكرَّر القصف في اليوم التالي ليُسقط 7 قتلى جدد.
في 29 مايو أطلق الجيش السوري عمليات عسكرية جديدة في مدينتي الرستن وتلبيسة، وحاصرهما بالدبابات والمدفعيَّة. واستمرَّت الحملة في المدينتين أسبوعاً بعدها منتهية بسُقوط ما لا يَقل عن 74 قتيلاً. بينهم الطفلة هاجر الخطيب التي قُتلت في إطلاق نار على الحافلة المدرسية التي كانت تقلها، بالقرب من مدينة الرستن. كما أن حملات الاعتقالات في المدينتين أدَّت إلى إلقاء القبض على أكثر من 250 شخصاً من أهاليهما.

### شهر يونيو 2011
في يوم الجمعة 3 يونيو اعتصم 50.000 متظاهر في ساحة العاصي بمدينة حماة وساحة الحرية بمعرة النعمان مُطالبين بإسقاط النظام تحتَ شعار «جمعة أطفال الحرية»، وبذلك كانت هاتان المظاهراتان أضخم المظاهرات في سوريا منذ بدء الاحتجاجات،  لكن قوات الأمن فتحت النار على متظاهري حماة مسقطة أكثر من 70 قتيلاً خلال ساعات. وفي اليوم التالي (4 يونيو) اجتاحت قوات الأمن والجيش مدينة جسر الشغور وقصفتها بالمروحيات مخلفة أكثر من 38 قتيلاً خلال يوم واحد،  وبعد دخول القوات السورية للمدينة وجدت مقبرة جماعية تضم رفات 120 جندي سوري قتلوا بشكل غامض. كما اجتاح الجيش منطقة جبل الزاوية بأكملها بعد أن أتى بالدبابات من منطقة سهل الغاب في محافظة حماة. وأدَّت هذه العمليات إلى حركات نزوح جماعية ضخمة من محافظة إدلب نحو تركيا، حتى بلغ عدد اللاجئين بحلول شهر أغسطس حوالي 17.000 شخص وفقَ الإحصاءات التركية الرسميَّة. وفي 10 يونيو اقتحم الجيش مدينة معرة النعمان بدورها، وأطلق القناصة والمروحيات الخمس التي حلقت في سماء المدينة النار على المتظاهرين فيها متسببة بسقوط 11 قتيلاً. ثم فرض عليها حصاراً بعد ذلك. كما أعطت تنسيقيات الاحتجاجات المحلية شعار «بركان حلب» على يوم الخميس 30 يونيو في مُحاولة لتأجيج المُظاهرات في مدينة حلب أكثر بعد أن ظلت هادئة نسبياً خلال الشهور السابقة، وأدى ذلك إلى خروج المظاهرات في أكثر من عشرة مناطق في المدينة وحُدوث محاولات للاعتصام في ساحة سعد الله الجابري الرئيسية بها، لكن سقط قتيل في المدينة خلال تفريق الأمن لتلك المسيرات.

### شهر يوليو 2011

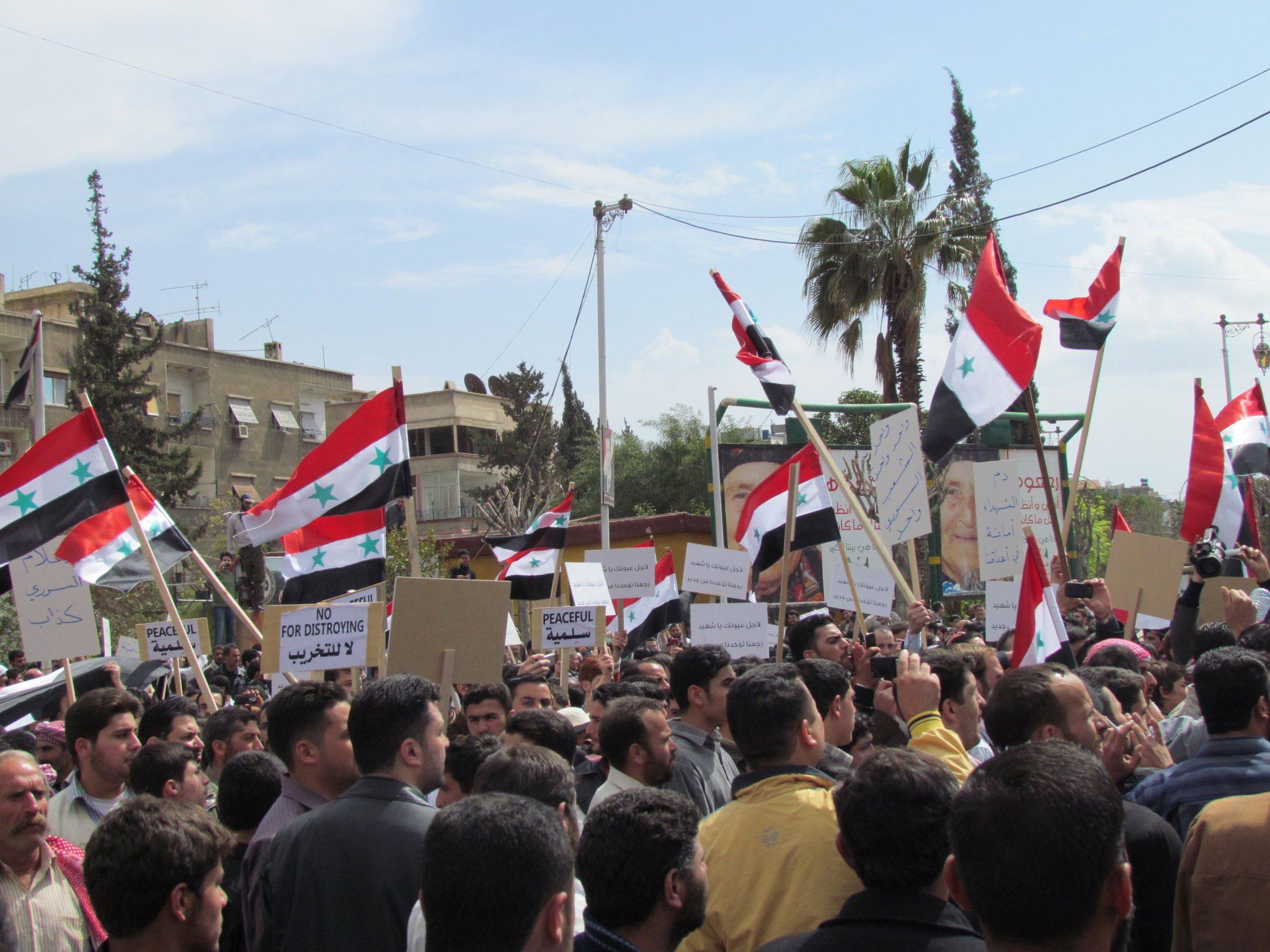
مظاهرة مناهضة للنظام في بلدة دوما قربَ دمشق.

بعد الحملة الأولى على حماة في مطلع يونيو بشهر، عادت قوات الجيش والأمن في 4 يوليو لحصار المدينة واجتياحها، وتسبَّب اجتياح ذلك اليوم بسُقوط 23 قتيلاً فيها،  بينهم منشد المظاهرات إبراهيم قاشوش الذي ذُبح من حنجرته وألقيت جثته في نهر العاصي. في 10 يوليو خرجَ مئات المتظاهرين في مسيرة احتجاجية من جامع الحسن في حي الميدان بالعاصمة دمشق، شاركَ فيها عشرات المثقفين والفنانين في أوَّل مظاهرة تشارك فيها شخصيات سورية معروفة منذ بدء الاحتجاجات، وكان من ضمن المشاركين الممثلون خالد تاجا وفارس الحلو ومي سكاف والأخوان ملص والمخرجون نضال حسن ونبيل المالح وسارة الطويل وإياد الشربجي والكاتبتان ريما فليحان ويم مشهدي والناشطون رياض سيف وفايز سارة ومازن درويش، إلا أن 20 منهم بينهم العديد من الفنانين والكاتبين والممثلين اعتقلوا على أيدي قوات الأمن.
كان مقرراً في 16 يوليو عقدُ ما يُعرف بمؤتمر الإنقاذ الوطني السوري، وهو مؤتمر يَهدف إلى تشكيل حكومة ظل للمعارضة السورية تتحد تحتَ جناحها. وكان يُفترض أن يَكون المؤتمر مقسوماً إلى جزئين، مؤتمر في الداخل بالعاصمة دمشق ومؤتمر في الخارج بمدينة إسطنبول التركية بمشاركة 400 معارض وبقيادة هيثم المالح. لكن خلال سير مظاهرة مناهضة للنظام في حي القابون بدمشق بجوار صالة المؤتمر في «جمعة أسرى الحرية» بتاريخ 15 يوليو أطلقت عليها قوات الأمن النار وقتلت 14 محتجاً، كما سقطَ في اليوم ذاته قتيلان من الأكراد في حي ركن الدين شمال المدينة وقتيل في حي برزة، مما أدى إلى خروج الآلاف في مظاهرات لتشييعهم في يوم السبت التالي. ودفعت هذه الأحداث المعارضة إلى تغيير مكان عقد المؤتمر في العاصمة إلى موقع سريٍّ لم تُعلن عنه. وفي منطقة دمشق أيضاً حاصرت قوَّات الأمن مدينة قطنا فجر يوم السبت 16 يوليو ودخلتها بقوات تتألف من 20 دبابة وحافلات عديدة تقل رجال الأمن،  وبدأت حملة مداهمات واعتقالات فيها، كما تسبَّب إطلاق النار العشوائي بالمدينة بمقتل رضيع وإصابة أمه. ولاحقاً ارتفع عدد القتلى الإجماليِّ إلى 6 مدنيين.
في 31 يوليو حاصرت قوات الجيش السوري مدينة حماة وقصفتها بشدَّة من جميع الجهات، كما نفَّذ الجيش عمليات عسكرية مشابهة في مدن عديدة منها دير الزور والبوكمال والحراك وحمص مخلفاً قرابة 150 قتيلاً منهم أكثر من 100 في حماة وحدها، وبذلك كان أكثر أيام الاحتجاجات دموية في وقته، وظلَّ كذلك حتى شهر ديسمبر. واستمرَّت الحملة العسكرية على مدينة حماة لأسبوع منذ 31 وحتى 7 من أغسطس، حينما بلغَ إجمالي قتلى الأسبوع حوالي 300 قتيل.

### شهر أغسطس 2011
في 4 أغسطس أصدرَ بشار الأسد مرسوم التعددية الحزبية الذي كان قد وعدَ به منذ شهور مضت،  وبعدها بيومين تعهَّد بإجراء انتخابات نزيهة قبل نهاية عام 2011.
في فجر يوم الأحد 7 أغسطس اجتاح الجيش مدينة دير الزور شرقي سوريا وبدأ قصفاً عليها بالآليات العسكرية، بعدَ أن كان قد قصفها قصفاً خفيفاً منذ يومي 4 و5 أغسطس، ونفذ الأمن حملات اعتقالات في بعض الأحياء من أبرزها الجورة،  وبلغَ إجمالي عدد قتلى قصف وحملة الأحد العسكرية التي تركزت على حيَّي الجورة والحويقة 65 قتيلاً. تلاهم 50 قتيلاً آخرين في اليومين التاليين. كما شهد يوم الأحد ذاته اجتياحاً لمنطقة الحولة في ريف حمص بـ25 دبابة، وتسبَّب بسقوط 21 قتيلاً. في 11 أغسطس أعلنَ عن استقالة وزير الدفاع السوري علي حبيب، تبعها بقليل سريان إشاعات عن وفاته في ظروف غامضة وعن ضلوع النظام في ذلك نظراً إلى ما قيل عن معارضته لحملة حماة، لكنه ظهر على التلفزيون السوري بعد ذلك مُباشرة ليُثبت أنه ما زالَ حياً، كما قال أن سبب استقالته كان لظروف صحية منعته من متابعة عمله.
اقتحمت قوات الجيش والأمن في 14 أغسطس حيَّي الرمل ومسبح الشعب في مدينة اللاذقية، وأخذ الدبابات بقصفهما براً والزوارق الحربية بحراً،  موقعة أكثر من 30 قتيلاً خلال ثلاثة أيام من القصف المتواصل على المدينة.

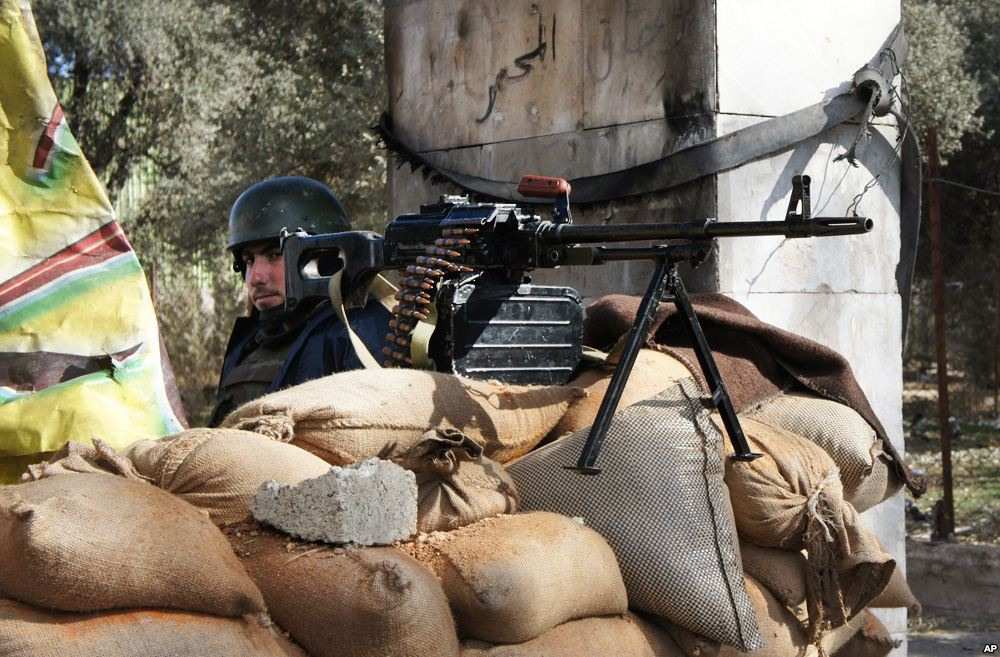
حاجز أمني في العاصمة، شبيه بتلك الحواجز المُحيطة بساحة العباسيين التي منعت متظاهري الغوطة من وصولها في 28 أغسطس وقت أحداث كفرسوسة.

في 9 أغسطس بدأ تصعيدٌ غير مسبوق في مستوى الضغوط الدولية على نظام بشار الأسد، إذ أعلنت السعودية والكويت والبحرين سحبَ سفرائها من سوريا، وألقى الملك السعودي عبد الله بن عبد العزيز دعى فيه بشار الأسد إلى بدء الإصلاحات فوراً، وهو ما عدَّه البعض تدخلاً مفاجئاً وغير معتاد منه، وفي اليوم ذاته أصدرت الجامعة العربية أوَّل بيان لها فيما يخص الاحتجاجات منذ بدئها، وقد دعت فيه إلى وقف العنف في البلاد. وفي 17 أغسطس سحبت الأمم المتحدة العديد من موظفيها في سوريا وقيدت الولايات المتحدة حركة الدبلوماسيين السوريين فيها، فيما استدعت تونس السفير السوري لديها. أما اليوم التالي 18 أغسطس فقد كان يوماً محورياً في تحوُّل الخطاب الدوليِّ لنظام بشار الأسد بشأن الاحتجاجات، حيث أعلنت الولايات المتحدة الأمريكية ففرنسا فبريطانيا فألمانيا فالاتحاد الأوروبي فكندا أن الرئيس السوري بشار الأسد قد فقد شرعيَّته بالكامل وباتَ عليه التنحِّي فورياً عن الحكم.
في 22 أغسطس توجهت بعثة مجلس حقوق الإنسان التابعة للأمم المتحدة إلى مدينة حمص لتقييم الوضع الإنساني فيها، وذلك بعد وصولها إلى دمشق قبل يوم واحد، وبعد أن كان قد قرر إرسالها إلى سوريا في 19 أغسطس. وعندَ وصول البعثة احتشدَ المتظاهرون لاستقبالها في ساحة الساعة وسط المدينة، لكن ما إن غادرت البعثة حتى فتحت قوات الأمن النار (وفق المرصد السوري لحقوق الإنسان) على المتظاهرين وأردت منهم 6 قتلى. وبعدَ هذه الأحداث طلبت السلطات من البعثة مُغادرة المدينة لما وصفته أسباباً أمنية، فيما اعتبرت البعثة أن ذلك بسبب المظاهرات التي أثارها مجيئها.
في مساء يوم الأحد 28 أغسطس حاصرت قوَّات الأمن مسجد الرفاعي في حي كفرسوسة الدمشقي بعد انتهاء صلاة التهجد مباشرة واقتحمته بالقوة، واعتدت بالضرب على إمامه «أسامة الرفاعي»، كما هاجمت المصلين داخل المسجد. واستمرَّت مفاوضات لمدة ساعتين بين المحتجين والأمن للخروج سلمياً من داخل الجامع، لكنها لم تؤدي إلى شيء، وقد اعتقلَ عشرات المحتجين خلال هجمات الأمن المتكررة على المسجد وإطلاق الرصاص فيما قتلَ أحدهم. وبعدَ انتشار أخبار حصار الجامع خرجت مظاهرة أخرى في جامع مجاور بالحي، فحاصره الأمن بدوره واقتحمه، وسُرعان ما امتدت المظاهرات التضأمنية مع محتجي جامع الرفاعي فخرج المظاهرات في مناطق الصالحية والمالكي والمجتهد في العاصمة، كما حاولَ أهالي الريف الزحف إلى ساحة العباسيين من بلدات دوما وزملكا وحمورية ومسرابا، لكن حواجز قوات الأمن المشددة في حي جوبر منعتهم من الوصول إلى الساحة، وقد تجمَّع بعضهم في سقبا، غير أن الأمن فرَّقهم هناك واعتقل العشرات منهم. وبالإضافة إلى هذه الأحداث تظاهر العشرات في ساحة كفرسوسة للمطالبة بالإفراج عن معتقلي مسجد الرفاعي، وعشرات آخرون أمام مشفى الأندلس احتجاجاً على الاعتداء على أسامة الرفاعي.
كما شهدَ يوم الأحد 28 أغسطس حدوث أوَّل انشقاق جماعي في الغوطة (أرياف دمشق) منذ بدء الاحتجاجات، وهي المنطقة المحيطة بالعاصمة. إذ أفادَ بعض السكان بانشقاق عشرات الجنود عن الجيش في بلدة حرستا شرق العاصمة بعد أن شاهوا قوات الأمن تُطلق النار على مظاهرة مسائية كبيرة في البلدة، وتبادلوا إطلاق النار بعد ذلك لفترة مع القوات النظامية.
بحلول أواخر رمضان أفادت منظمة العفو الدولية بأن عدد من قضوا تحتَ التعذيب منذ بدء الاحتجاجات قد بلغ 88 قتيلاً. وأما عدد قتلى شهر رمضان الإجمالي فقد بلغَ 473 قتيلاً.

### شهر سبتمبر 2011
في مطلع شهر سبتمبر، أعلنت رئيسة مجلس حقوق الإنسان التابع للأمم المتحدة أن عدد القتلى منذ بداية الاحتجاجات في 15 مارس قد بلغَ ما لا يَقل عن 2.600 قتيل. وفي اليوم ذاته - 12 سبتمبر أعلنَ المجلس تعيين أعضاء لجنة التحقيق الدولية، التي تقرَّرَ مسبقاً إرسالها إلى سوريا لإجراء تحقيق بشأن انتهاكات حقوق الإنسان فيها، وطالبَ المجلس النظام السوري بالتعاون مع التحقيق. وقد أطلق ناشطو الاحتجاجات على اليوم التالي لذلك (13 سبتمبر) اسم «ثلاثاء الغضب من روسيا» رداً على مواقفها المؤيدة للنظام في أوساط المجتمع الدولي.
في 24 سبتمبر أعلنت تركيا عن حجز سفينة سورية محملة بالأسلحة كانت تتجه إلى بلادها في تدهور إضافي للعلاقات بينها وبين النظام السوري، وجاءَ ذلك بعد تعهَّد سابق للرئيس التركي رجب طيب أردوغان بمصادرة أي شحنات أسلحة تمرُّ عبر المياه الإقليمية أو الجو التركيَّين.
في أوائل شهر يونيو أعلن المقدم حسين هرموش انشقاقه عن الجيش السوري، وأسَّس أوَّل تنظيم عسكري للمنشقين هو ما أسماه «حركة الضباط الأحرار»،  ونفَّذت هذه الحركة عدة عمليات لها خلال اجتياح جبل الزاوية أدت إلى مقتل 120 رجلاً من الأمن. وفي 29 يوليو وُلدَ تنظيمٌ ثانٍ هو الجيش السوري الحر بقيادة العقيد المنشق رياض الأسعد. لكن لم يَخض الجيش الحر معركة حقيقيَّة حتى 27 سبتمبر عندما اندلعت معركة الرستن وتلبيسة بينه وبين الجيش النظاميّ، واستمرَّت المعركة قرابة أسبوع موقعة 130 قتيلاً و200 جريح من المدنيين والجيش الحر مقابل عشرات القتلى من الجيش السوري. ثم انتهت في 3 أكتوبر عندما أعلن الجيش الحر انسحابه من المدينتين. وقد أدت المعركة إلى تهدم 20 منزلاً في مدينة الرستن نتيجة القصف والاشتباكات،  كما أن عدد معتقليها بنهاية المعركة قد بلغ 3.000 معتقل.

### شهر أكتوبر 2011
في 2 أكتوبر تمكنت جميعُ أطياف المعارضة السورية في الداخل والخارج من الاتحاد معاً أخيراً تحتَ مظلة المجلس الوطني السوري، وذلك بعدَ خلافات وجدالات دامت لشهور قبلَ هذا الإعلان. في 4 أكتوبر بدأ أكبر تحرُّك في مجلس الأمن الدولي منذ بدء الاحتجاجات، حيث حاولت بريطانيا وفرنسا وألمانيا والبرتغال التحرك لطرح مشروع قرار يُدين النظام السوري لقمعه الاحتجاجات السلمية ويُطالبه بوقف القمع واحترام حقوق الإنسان وبدء إصلاحات سياسية فورية،  لكن روسيا والصين استخدمتا حق الفيتو في وجهه متسبَّتين بإلغاء القرار، وهو ما أثارَ استنكاراً شديداً من طرفي الولايات المتحدة وفرنسا.
في 2 أكتوبر أيضاً أعلنت السلطات السورية مقتل «سارية أحمد حسون» ابن مفتي سوريا، وذلك بعدَ أن أطلق عليه النار مجهولون في محافظة إدلب،  وقد عدَّ والده الاغتيال من عمل «جماعات إرهابية مسلحة تهدف إلى زعزعة أمن واستقرار البلاد»، على الرغم من أن المعارضة لم تتبنى العملية. وفي اليوم التالي شيَّعَ آلاف المتظاهرين في مدينة حلب سارية حسون، كما ندَّدت الحكومة الروسية بالاغتيال بشدة.
في مطلع شهر أكتوبر، قالت المفوضية العليا في الأمم المتحدة لحقوق الإنسان إن إجمالي عدد القتلى منذ بدء الاحتجاجات قد ارتفعَ ليبلغ 2.900 قتيل.
في 7 أكتوبر اقتحمَ مسلحون مجهولون منزل المعارض السوري الكردي مشعل تمو وأطلقوا عليه النار حتى أردوه قتيلاً،  وأحدثَ الاغتيال سخطاً كبيراً في أوساط المعارضة السورية خصوصاً في مناطق الأكراد، حيث وُجهت اتهامات إلى النظام بالوقوف وراء العملية. وفي اليوم التالي لمقتله خرجَ عددٌ من المتظاهرين قدر بـ50.000 شخص في مدن القامشلي وعامودا والدرباسية وعين العرب شمال شرقي سوريا لتشييعه، ورفعوا شعارات مناهضة للنظام، كما أعلنوا إضراباً عاماً في مدنهم احتجاجاً على الاغتيال. وقد اعتبرت الولايات المتحدة الاغتيال تصعيداً من قبل النظام في استهداف رموز المعارضة. وأدى الاغتيال أيضاً إلى قيام محتجين غاضبين من الجالية السورية في الخارج باقتحام السفارات السورية في بريطانيا وألمانيا والنمسا فضلاً عن مقرّ البعثة الدبلوماسية السورية في سويسرا احتجاجاً على الاغتيال.
في 11 أكتوبر أعلن المجلس الوطني الانتقالي الليبي اعترافه بالمجلس الوطني السوري ممثلاً شرعياً وحيداً للشعب السوري، وأغلق السفارة السورية في طرابلس، وبذلك أصبحت ليبيا أوَّل دولة في العالم تعترف رسمياً بالمجلس.
في 15 أكتوبر اغتيل معارض جديد هو «زياد العبيدي»، الذي قتلَ بعد أن اقتحم مسلحون منزله في دير الزور وأطلقوا عليه النار. وشيَّعه في اليوم التالي 7 آلاف شخص في المدينة وهتفوا ضد النظام، وفتحت قوات الأمن عليهم النار جرَّاء ذلك. كما اجتاحت في اليوم ذاته قوات أمنية تتكون من آلاف الجنود مدينة الزبداني شمال دمشق، ونشرت حواجز أمنية في الشوارع واعتقلت حوالي 100 شخص. في اليوم التالي 16 أكتوبر عقد وزراء الخارجية العرب اجتماعاً طارئاً في القاهرة، توصلوا بعده إلى منح مهلة 15 يوماً للنظام السوري لبدء حوار مع المعارضة يَحل الأزمة المتفاقمة في البلاد، كما شكلوا لجنة وزارية هدفها التواصل مع النظام لوقف أعمال العنف في سوريا. في 26 أكتوبر دعا المجلس الوطني السوري إلى إضراب عامٍ في مجمل أنحاء سوريا، وذلك تضامناً مع درعا بعد أن كانت قد بدأت إضراباً في بداية الأسبوع، وفي اليوم التالي لاقى الإضراب نجاحاً كبيراً وفق الهيئة العامة للثورة السورية، خصوصاً في محافظتي حمص وحماة، بالإضافة إلى محافظة درعا حيث دخلَ يومه الثامن.

### شهر نوفمبر 2011
في 29 أكتوبر بدأ الجيش قصفاً بالرشاشات الثقيلة على حي بابا عمرو في مدينة حمص، وذلك في أعقاب اشتباكات عنيفة دارت بين القوات النظامية والجيش السوري الحر عند دوار الرئيس في حي باب السباع المجاور، حيث دُمر حاجزا القلعة والفارابي تدميراً كاملاً خلال عمليات للجيش الحر انتهت بقتل أكثر من 17 عنصر أمن، كما أدت هذه الاشتباكات الليلية إلى تدمير اثنتين من عربات الجيش وإصابة عشرات الجنود. وإثر هذه الأحداث بدأ قصف عنيفٌ بالمدفعية وقاذفات الصواريخ على حي بابا عمرو في 3 نوفمبر، واستمر القصف أربعة أيام موقعاً أكثر من 100 قتيل، وسطَ حصار الحي ونقص في الغذاء. وقد اتهمت منظمة هيومن رايتس ووتش النظام بارتكاب جرائم ضد الإنسانية في حمص خلال الحملة. لكن الجيش النظامي تمكن أخيراً في 8 نوفمبر من دخول بابا عمرو، وبذلك انتهت المعركة باستعادته السيطرة على المنطقة التي كانت قد أصبحت معقلاً للمنشقين عن الجيش. وإثرَ هذه الحملة أعلنت الهيئة العامة للثورة السورية 11 نوفمبر يوماً للإضراب العام في سوريا «تضامناً مع حمص».
في 16 نوفمبر أعلن الجيش السوري الحر عن أوَّل هجوم له على منشأة عسكرية نظامية منذ بدء الاحتجاجات، حيثُ هاجم مقر المخابرات الجوية في بلدة حرستا قربَ دمشق وقذفه بالصواريخ والرشاشات.
وافقت الحكومة السورية دون تحفظات في 2 نوفمبر على خطة وضعتها جامعة الدول العربية لسحب الجيش من المدن والإفراج عن السجناء السياسيين وإجراء محادثات مع زعماء المعارضة خلال 15 يوماً كحد أقصى، وهي خطة كانت قد طرحت منذ نصف شهر للمرة الأولى. لكن عندما جاءَ 16 نوفمبر والخطة لم تنفَّذ بعد، اتخذت الجامعة قراراً بأغلبية ساحقة يقضي بتعليق عضويَّة سوريا في الجامعة العربية وإعطائها مهلة ثلاثة أيام للتوقيع على بروتوكول لإرسال مراقبين عرب إلى البلاد، وهو ما أثار سخطاً شديداً من جانب الحكومة السورية، وتبعته هجمات واقتحامات لسفارتي قطر والسعودية في دمشق وقنصليتي تركيا وفرنسا في حلب واللاذقية. ثم تمددت المهلة حتى مساء يوم الجمعة 25 نوفمبر،  ومع إصرار سوريا على عدم التوقيع فرضت عليها عقوبات اقتصادية عربية في 27 نوفمبر.

### شهر ديسمبر 2011

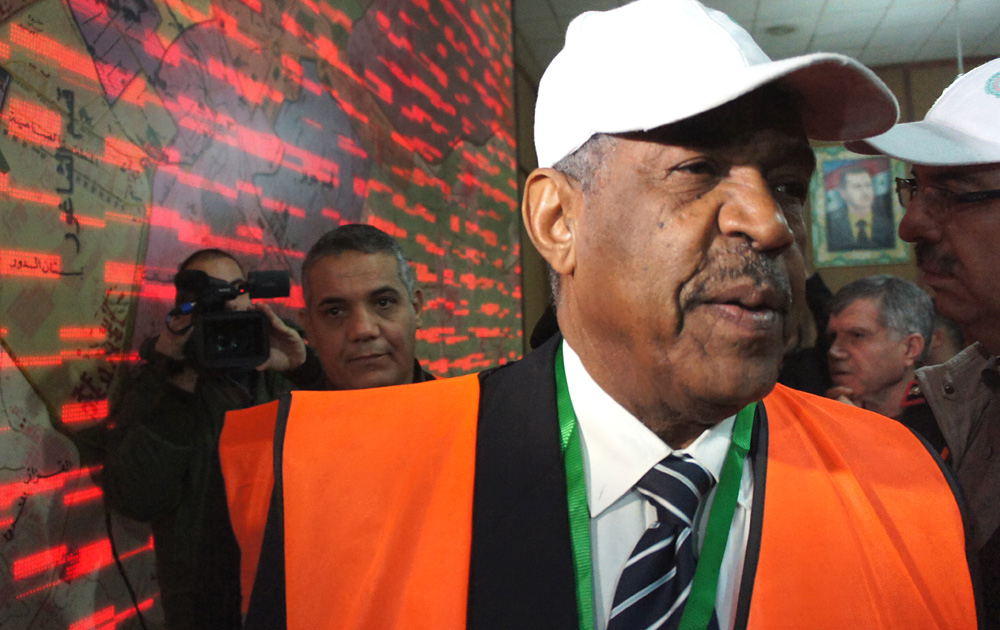
أحد المراقبين العرب خلال مؤتمر صحفيٍّ عن الوضع في سوريا.

عقدَ مجلس حقوق الإنسان في الأمم المتحدة جلسة طارئة له في 2 ديسمبر لبحث الوضع في سوريا، وفي ختامها أصدرَ بياناً استنكر بشدة أعمال العنف في البلاد التي اعتبر أنها قد ترقى إلى جرائم ضد الإنسانية. ووفق الأمم المتحدة، فقد بلغَ عدد قتلى الاحتجاجات بحلول مطلع ديسمبر حوالي 4.000 قتيل. وبين هؤلاء 734 قتيلاً في شهر نوفمبر وفقَ الهيئة العامة للثورة التي عدته أكثر أشهر الاحتجاجات دموية.
تمدَّدت مهل الجامعة العربية لاحقاً حتى يوم الأحد 5 ديسمبر،  وفي اليوم التالي 6 ديسمبر عثرَ على أكثر من 60 جثة في مدينة حمص لأشخاص توفوا في ظروف غامضة، فيما استمرت عمليَّات خطف متبادلة بين مقاتلي المعارضة والنظام منذ الأحد. وفي 19 ديسمبر وافقت الحكومة السورية أخيراً على توقيع المبادرة بعد شهر ونصف من المهل والجدالات،  ووصلت طلائع البعثة إلى البلاد في يوم الخميس 22 ديسمبر،  فيما بلغَ إجمالي عدد المراقبين الذين كان يُفترض قدومهم 150 إلى 200 مراقب.
وقد أفادت الهيئة العامة للثورة السورية أن 771 قتيلاً سقطوا في حمص وحدها خلال فترة مهل الجامعة العربية للنظام السوري. كما أن يومي 19 و20 ديسمبر (مباشرة بعد توقيع النظام على المبادرة) شهدا وفق المعارضة مجزرتي كنصفرة وكفرعويد في جبل الزاوية بإدلب، حيث حاصرت القوات النظامية في اليوم الأول 72 منشقاً عن الجيش قربَ بلدة كنصفرة وقتلتهم جميعاً،  وفي اليوم التالي حاصرت 160 من أهالي قرية كفرعويد والناشطين الفارين منها، وأبادتهم جميعاً بدورهم. وبذلك بلغَت حصيلة ضحايا اليومين في محافظة إدلب قرابة 250 قتيلاً وفق المجلس الوطني السوري.

## عام 2012

### شهر يناير 2012
بحلول 11 يناير 2012 أفادت الأمم المتحدة بأن عدد القتلى منذ وصول المراقبين إلى سوريا قبل ثلاثة أسابيع قد بلغ 400 قتيل، فيما رفعت لجان التنسيق المحلية في سوريا الرقم إلى 620 قتيلاً.
في 23 يناير - وقبل أيام من انتهاء تفويض المراقبين العرب في البلاد - طرحت الجامعة العربية بالإجماع مبادرة جديدة لحل الأزمة في سوريا، تقضي بأن تبدأ المعارضة حواراً مع النظام لتُشكل حكومة وطنية، ويُسلم بشار الأسد لاحقاً كامل صلاحياته إلى نائبه بالتعاون مع هذه الحكومة لإنهاء الأزمة. وقد رحَّب المجلس الوطني السوري بالمبادرة، غيرَ أن سوريا رفضتها.
اندلعت في 13 يناير عام 2012 معركة جديدة في الزبداني بعدَ أن سيطرَ الجيش الحر على المدينة بالكامل، فحاصرها الجيش السوري أربعة أيام حتى 17 يناير تحتَ قصف عنيف، ثمَّ انتهى الأمر بمفاوضات أدت إلى إبرام اتفاق وقف لإطلاق النار بين الطرفين المتنازعين. وقد شاعت أنباءٌ عن سيطرة الجيش السوري الحر لاحقاً على مدينة دوما قربَ دمشق في ليلة 21 يناير، غيرَ أنه انسحبَ منها لاحقاً. لكن في 28 يناير وبعد اشتباكات عنيفة دامت يوماً كاملاً في غوطة دمشق الشرقية، أفادت وكالة رويترز بأن بلدات كفربطنا وسقبا وحرستا وحمورية وعين ترما قد باتت كلها تحتَ سيطرة الجيش السوري الحر. مما أدى إلى اجتياح هذه البلدات صباح 29 يناير وقصفها على مدى يومين،  وأدى هذا القصف في النهاية إلى انسحاب الجيش الحر من المنطقة في 30 يناير واستعادة القوات النظامية سيطرتها عليها.

### شهر فبراير 2012
في 1 فبراير عادَت قوات الأمن لمحاصرة مدينتي الزبداني ومضايا وقطع الكهرباء والماء عنهما على الرغم من اتفاق وقف إطلاق النار الذي سبقَ إبرامه، وبدأ بقصفها من جديد ابتداءً من 4 فبراير. واستمرَّ القصف العنيف على المدينتين بعدَ ذلك طوال الأسبوع التالي،  موقعاً ما لا يَقل عن 100 قتيل. وإثرَ ذلك أبرمَ اتفاق جديد بين السلطات والجيش الحر، يَقضي بانسحاب الجيش الحر من المدينتين وتسليمه العتاد والسلاح الذي استولى عليه من قوات الجيش النظامية، مقابل ترك أفراده يَخرجون بسلام والسَّماح بدخول المساعدات الإنسانية إلى المدينتين.
في مساء 3 فبراير (تاريخ الذكرى الثلاثين لأحداث مجزرة حماة) شنَّت قوات الجيش والأمن قصفاً عنيفاً على حي الخالدية في مدينة حمص،  متسببة بسقوط 337 قتيلاً و1.600 جريح في ليلة واحدة، وبذلك كان هذا أعنفَ قصف على المدينة منذ بدء الاحتجاجات. وتوسَّعت الحملة لاحقاً لتشمل أحياء بابا عمرو والبياضة ومناطق أخرى من المدينة طوال الأسبوعين التاليين، مع متوسط يَبلغ 100 قتيل في معظم الأيام. وبحلول يوم الخميس 9 فبراير أفادَ ناشطون أن عدد القتلى منذ 3 فبراير الماضي عندَ بدء الحملة العسكرية على حمص قد بلغ 755 قتيلاً، بينهم أكثر من 100 طفل وامرأة.
في 4 فبراير استخدمت كل من روسيا والصين حق النقض «الفيتو» للمرة الثانية ضد قرار عربي يدين العنف ويدعم خطة الجامعة العربية لتسوية الازمة السورية، وقد تعرضت روسيا والصين لعدة انتقادات بسبب استخدامهما للفيتو.
وبحلول أواسط فبراير، أفادت الشبكة السورية لحقوق الإنسان أن عدد القتلى منذ بدء الاحتجاجات قد بلغ 8.343 قتيلاً.
في يوم الجمعة 17 فبراير تظاهر الآلاف في أنحاء سوريا تحت شعار «جمعة المقاومة الشعبية»، وخلال إحدى هذه المُظاهرات في منطقة المزة الواقعة شمال غرب العاصمة دمشق أطلق الأمن النار على المُتظاهرين لتفريقهم، مردياً 5 قتلى. وفي اليوم التالي خرجَ 15,000 محتج لتشييعهم في مظاهرة هتفت ضد النظام، وذلك على الرغم من التشديد الأمني الكبير في العاصمة وهطول الثلوج، ولكن الأمن فرَّقها هي الأخرى وقتلَ متظاهراً واحداً خلال ذلك.
أعلن وزير الداخلية السوري محمد الشعار في 27 فبراير ان حوالي 90% من السوريين المشاركين بالاستفتاء وافقوا على الدستور الجديد الذي طرحه الرئيس بشار الاسد للاستفتاء عليه، مضيفا ان نسبة المشاركة بلغت 57%، وشهد الدستور الجديد عدة تعديلات ابرزها تعديل المادة الثامنة التي تنص على ان حزب البعث هو القائد للدولة والمجتمع كما تم تحديد مدة الرئاسة بسبع سنوات ولولايتين فقط، يذكر ان المعارضة كانت قد وصفت الاستفتاء بال«مهزلة» وطالبت بمقاطعته في ظل اجواء العنف المتزايد التي تعصف باغلب انحاء البلاد.

### شهر مارس 2012
في أول أيام شهر مارس، سيطر الجيش السوري على حي بابا عمرو في حمص بعد قصف استمر قرابة 26 يوماً، وأعلن العقيد رياض الأسعد قائد الجيش السوري الحر أن جنوده نفذوا انسحاباً «تكتيكيًا» من الحي،  بينما قال مصدر أمني في الحكومة السورية أن الجيش السوري قام بعملية «تطهير» للحي من الإرهابيين.
في 10 مارس شنت القوات السورية هجوماً عنيفاً على محافظة إدلب حيث يتحصن المنشقون عن الجيش السوري، وقال المرصد السوري لحقوق الإنسان أن اشتباكات عنيفة جداً وقعت في المحافظة بين الجيش النظامي والجيش الحر، وأدت لمقتل العشرات حسب المرصد.
في 13 مارس، ارتكب النظام السوري مجزرة جديدة في حمص وتحديداً في حي كرم الزيتون وحي العدوية راح ضحيتها 47 امراة وطفلاً، وقالت الهيئة العامة للثورة إن المجزرة تمّت على أيدي عناصر من قوات الأمن والشبيحة قاموا بقتل الضحايا داخل منازلهم، وتم سحب قسم من الضحايا إلى باب السباع وأحياء قريبة، فيما اتهمت الحكومة «المجموعات المسلحة» بارتكاب المجزرة ونسبها للحكومة.

### شهر أبريل 2012

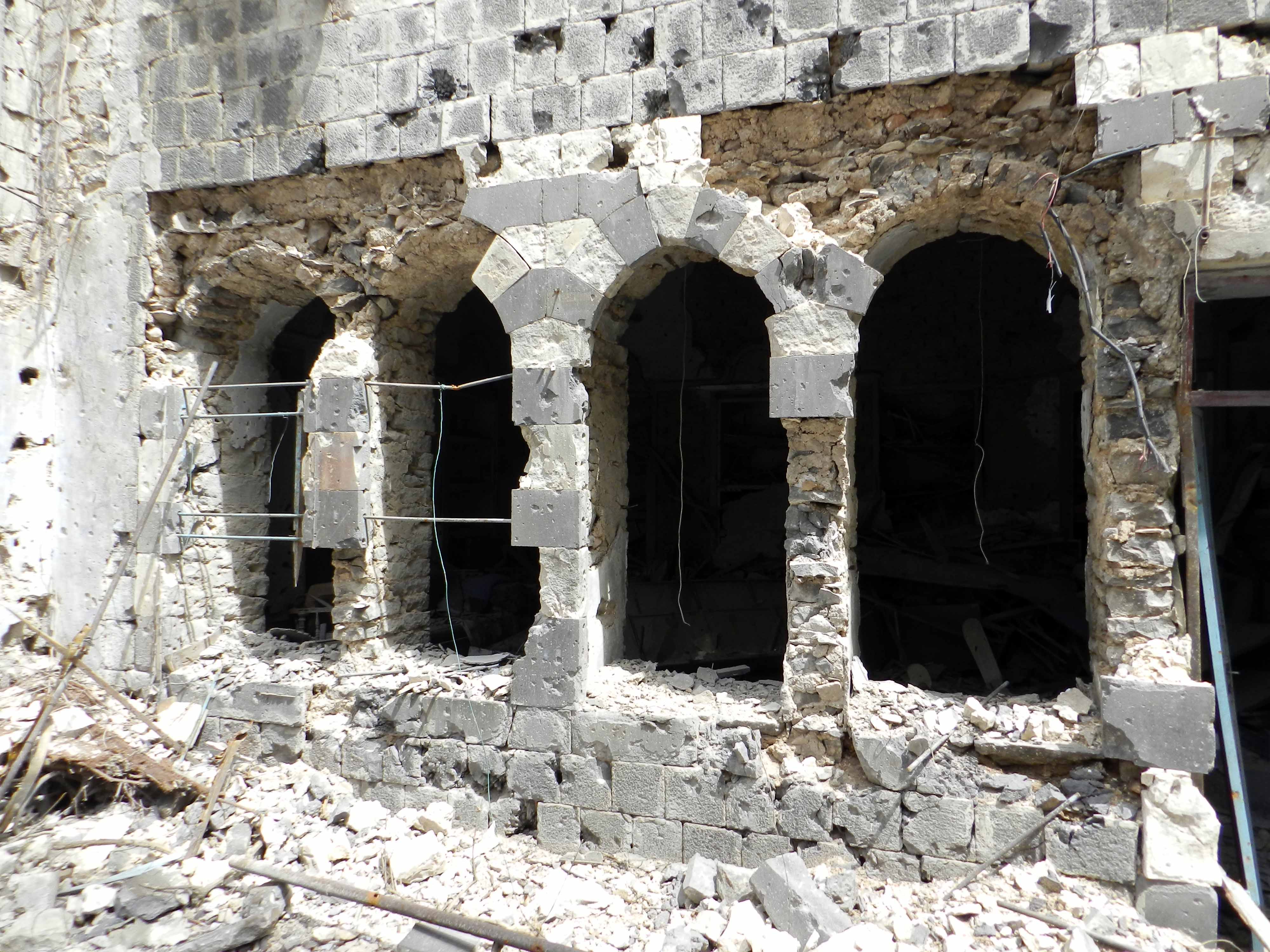
آثار الدمار في حي باب الدريب بحمص بعد قصفه من الجيش النظامي.

لم يُطبّق الحظر على النفط السوري بشكل كامل، إذ ما زالت ثلاث ناقلات للنفط تابعة لشركة ناقلة هندية - إيرانية تنقل النفط السوري. فحسب منظمة آفاز، قامت سفينة شركة النقل الهندية - الإيرانية بعبور قناة السويس بعد الحصول على موافقة السلطات المصريّة. ويُذكر أن المال الناتج عن تصدير النفط السوري يُستخدم حصراً في تمويل العمليات العسكرية للنظام التي تستهدف المدنيين.
وقد تجدّد القصف على شمال ومنتصف البلاد، حيث تعرّضت مدن حمص والرستن والقصير في محافظة حمص وقرى جسر الشغور وجبل الزاوية في محافظة إدلب ومدينة حماة وبلدات اللطامنة وكرناز في محافظة حماة وبلدات حيان وبيانون ورتيان في محافظة حلب إلى قصف عنيف. وأدّى القصف إلى حركة نزوح من حلب وإدلب إلى تركيا بعد ازدياد استخدام المروحيّات.
قتلت القوَّات النظاميَّة ما لا يقل عن 48 شخصاً يوم الجمعة السادس من نيسان والتي سماها المحتجون «جمعة من جهز غازياً فقد غزا»، سقط معظمهم في حمص بسبب القصف العنيف على أحياء الخالديّة وحمص القديمة. وقد سقط العديد الآخرون عندما قامت قوّات الأسد بإطلاق النار على عشرات الآلاف من المتظاهرين الذين خرجوا في هذه الجمعة مطالبين بتسليح المنشقين وعناصر المقاومة المسلحة. وفي العاصمة، قامت قوّات الأمن بإطلاق نيران كثيفة على متظاهري أحياء الميدان وكفرسوسة والقدم ونهر عيشة، بينما اقتحمت مدن دوما وداريا والضمير في ريف دمشق وسط قصف عشوائي بالدبابات ومضادات الطيران وإطلاق نار كثيف.
وتمّ تسجيل اشتباكات بين الثوّار وقوّات النظام في الجيزة في درعا وحرستا في ريف دمشق واللطامنة في حماة، كما أنه وفي الخامس من أبريل ارتكب الجيش السوري مذبحة بعد دخوله مدينة تفتناز في ريف إدلب، حيث قالت مصادر من داخل البلدة إن قوات النظام تمكنت من دخول البلدة والسيطرة عليها بعد أن هاجمتها بعشرات الدبابات وقصفتها بالمدفعية الثقيلة من عدة محاور تاركة أكثر من 50 قتيل. وقد استخدمت قوات النظام الطائرات المروحية العسكرية الهجومية التي أقلعت من مطار تفتناز العسكري الواقع جنوب البلدة، وجرت اشتباكات عنيفة وقتال شوارع لساعات طويلة بين تلك القوات ومجموعات من عناصر الجيش الحر المسيطرة على البلدة، وأدت الاشتباكات إلى سقوط العشرات غالبيتهم من المدنيين وإحراق عشرات المنازل، بينما تمكن عناصر الجيش الحر من إحراق عدة دبابات.

### شهر مايو 2012
قتل 55 شخصا وجرح372 جراء تفجيرين انتحاريين وقعا في حي القزاز بالعاصمة السورية دمشق يوم 10 مايو 2012
وأضر التفجيران بشكل أكبر بوقف اطلاق النار الذي أعلنه المبعوث الدولي كوفي عنان يوم 12 أبريل نيسان لكنه فشل في وقف اراقة الدماء حيث مازالت الاشتباكات جارية بين القوات النظامية ومعارضين مسلحين.
في 15 مايو أعلن رئيس اللجنة العليا للانتخابات السورية نتائج انتخابات مجلس الشعب السوري 2012، مضيفا ان نسبة المشاركة بالانتخابات البرلمانية كانت أكثر من 50%، يذكر ان الانتخابات كانت قد جرت يوم 7 مايو في وقت اعلنت فيه أكثر من جهة سورية معارضة مقاطعتها، وبررت ذلك بان الاولوية حاليا هي «وقف العنف».
في 26 مايو قامت القوات الحكومية باقتحام بلدة الحولة في محافظة حمص وتنفيذ مجزرة قتل فيها 108 شخصا ذبحا بالسكاكين معظمهم أطفال 
وقد ادت هذه المجزرة الرهيبة إلى تنديد وادانة دولية واسعة كما قامت بعض الدول مثل الولايات المتحدة وفرنسا وتركيا بطرد سفراء النظام السوري لديهم ردا على المجزرة 

### شهر يونيو 2012
شهد شهر يونيو 2012 تطورا كبيرا تمثل بانشقاق الطيار حسن مرعي حمادة بطائرته العسكرية من طراز ميغ 21 عن الجيش السوري وهبوطه في المفرق شمال الأردن يوم 21 يونيو 2012، فيما اشار مصدر رسمي سوري انه فقد الاتصال بالطيار 
في 22 يونيو 2012 قامت دفاعات جوية سورية باسقاط مقاتلة تركية شرق البحر المتوسط بعد اختراقها للاجواء السورية، وقال رئيس الوزراء التركي رجب طيب أردوغان ان تركيا سترد بشكل حازم بعد اتضاح كل التفاصيل  وقد طلبت تركيا بصفتها عضوا بحلف الناتو عقد اجتماع طارئ لاعضاء الحلف لبحث موضوع اسقاط الطائرة التركية، كما ادان وزير الخارجية البريطاني الحادثة قائلا ان النظام السوري سيحاسب على تصرفاته 
في اواخر يونيو دعى المبعوث العربي والدولي إلى سوريا كوفي انان الدول الخمس الكبرى في مجلس الامن إضافة للكويت وقطر والعراق والاتحاد الأوروبي والأمين العام لكل من الامم المتحدة والجامعة العربية لعقد مؤتمر دولي في مدينة جنيف السويسرية بهدف انهاء العنف والاتفاق على مبادئ انتقال سياسي بقيادة سورية،  في وقت اعلنت فيه روسيا عن اسفها لعدم دعوة إيران والسعودية لهذا المؤتمر  وبدا الاجتماع التحضيري للمؤتمر في 29 يونيو في وقت لم يتمكن فيه المجتمعون من التوصل إلى رؤية مشتركة حول كيفية تطبيق خطة انان لحل الازمة في سوريا  وبدات أعمال المؤتمر بشكل فعلي يوم السبت 30 يونيو وتم الاتفاق على ضرورة تشكيل حكومة انتقالية سورية تضم عناصر من الحكومة الحالية وآخرين من المعارضة، الا ان المجتمعين اختلفوا حول الدور الذي يمكن ان يلعبه الرئيس السوري بشار الاسد في المرحلة المقبلة، ففي الوقت الذي قال فيه وزير الخارجية الروسي سيرغي لافروف ان الاتفاق لا ينص على رحيل الاسد، قالت وزيرة الخارجية الاميركية هيلاري كلينتون ان الاتفاق يمهد الطريق لمرحلة ما بعد الأسد وأن الرئيس السوري يجب أن يعرف بأن أيامه معدودة، واضاف كوفي انان قائلا ان الحكومة الانتقالية التي يجب تشكليها ستكون مبنية على اساس التوافق المتبادل، وقال انه يستبعد ان يختار السوريون اشخاصا تلطخت ايديهم بالدماء لحكمهم، الا انه لم يشر صراحة إلى تنحي الاسد قائلا ان مصيره شأن السوريين وحدهم وهم فقط يختارون من يحكمهم.

### شهر يوليو 2012
في 5 يوليو أعلن العميد مناف طلاس قائد اللواء 105 في الحرس الجمهوري ابن وزير الدفاع السابق مصطفى طلاس والصديق المقرب للرئيس بشار الاسد انشقاقه عن النظام، وذكر مصدر امني ان طلاس وصل إلى تركيا رفقة 15 من ضباطه .
في يوم 11 يوليو أعلن السفير السوري في العراق نواف الفارس انشقاقه عن النظام السوري، كما أعلن استقالته من عضويته بحزب البعث العربي الاشتراكي، واضاف الفارس في بيان اذاعته قناة الجزيرة ان سبب انشقاقه يعود لل«مذبحة الرهيبة» التي يتعرض لها الشعب السوري على يد نظام بشار الاسد، كما دعا الفارس في كلمته الشعب السوري لرص الصفوف لانجاح الثورة ودعا أيضا كافة العسكريين والضباط السوريين الشرفاء إلى الانشقاق عن النظام.
في 12 يوليو صرح ناطق باسم الجيش السوري الحر ان أكثر من 200 شخص قتلو في مجزرة التريمسة بريف حماة، وقال ناشطون معارضون ان قوات النظام استخدمت الدبابات والطائرات الحوامة في هذه المجزرة، في المقابل قالت وكالة الانباء السورية سانا ان الجهات الامنية المختصة تدخلت بعد مناشدات من الاهالي واشتبكت مع مجموعات مسلحة في القرية، كما تحدث التلفزيون السوري ان الجيش ضبط كميات كبيرة من الاسلحة وانه اوقع خسائر كبيرة في صفوف المسلحين.
في 15 يوليو اندلعت اشتباكات عنيفة بين الجيش السوري والجيش الحر في عدة مناطق بدمشق، وقد وصف المرصد السوري لحقوق الإنسان الاشتباكات بانها الاعنف من بدء الثورة في العاصمة، مضيفا ان الاشتباكات تركزت في احياء التضامن وكفرسوسة ونهر عيشة وسيدي قداد وان القوات السورية تعجز عن اقتحام هذه الاحياء بسبب المقاومة التي تبديها المعارضة،  وفي اليوم التالي أعلن الجيش السوري الحر انه شن هجوما شاملا على العاصمة السورية تحت اسم «بركان دمشق وزلزال سوريا»، في وقت خرجت فيه مظاهرات في عدة احياء بدمشق تنديدا بالقصف الذي تعرض له حي الميدان وطالب المتظاهرون بدخول بعثة المراقبين الدوليين إلى الاحياء الساخنة.
في 18 يوليو أعلن التلفزيون السوري مقتل كل من وزير الدفاع داود راجحة ونائبه آصف شوكت وهو صهر الاسد وحسن تركماني معاون نائب رئيس الجمهورية في تفجير استهدف مبنى الامن القومي السوري في حي الروضة بدمشق، وقد تم إصدار مرسوم رئاسي على الفور بعد التفجير بتعيين العماد فهد جاسم الفريج وزيرا جديدا للدفاع في وقت اصدرت القيادة العامة للجيش والقوات المسلحة السورية بيانا بثه التلفزيون الرسمي قالت فيه ان هذا العمل الإرهابي الجبان لن يزيد رجال القوات المسلحة الا إصرارا على تطهير الوطن من فلول العصابات الإرهابية، كما قال وزير الإعلان عمران الزعبي ان التفجير هو آخر فصول المؤامرة الإسرائيلية الأمريكية على سوريا، على صعيد اخر أعلن رياض الاسعد قائد الجيش السوري الحر مسؤوليته عن الهجوم، مضيفا ان الثوار قد وجهوا «ضربة قاصمة للنظام»، اما على الصعيد الدولي فقد تم تاجيل التصويت على مشروع قرار بشان سوريا بمجلس الامن في وقت اعتبرت فيه روسيا ان معارك حاسمة تجري في سوريا منتقدة الدول التي تدعم المعارضة، كما قالت كل من فرنسا وبريطانيا ان التفجير يؤكد ضرورة حدوث انتقال سياسي للسلطة في وقت عبرت فيه أمريكا عن قلقها وقالت ان الوضع في سوريا يخرج عن السيطرة.
في 19 يوليو استخدمت كل من روسيا والصين وللمرة الثالثة حق الفيتو (النقض) في مجلس الامن ضد مشروع قرار غربي يدعو إلى فرض عقوبات تحت البند السابع من ميثاق الامم المتحدة على النظام السوري إذا لم يسحب الياته الثقيلة من المدن السورية في فترة لا تتجاوز 10 أيام 
في 22 يوليو شنت المعارضة السورية المسلحة ممثلة بلواء التوحيد هجوما على مدينة حلب ثاني أكبر مدن البلاد في وقت دارت فيه اشتباكات عنيفة جدا في مناطق عدة من المدينة.

### شهر أغسطس 2012
اعتبر شهر أغسطس أكثر الشهور الدموية في تاريخ الثورة السورية منذ بدءها في مارس من العام الماضي حيث حصدت ما يقارب من 5000 قتيل من بينهم 1600 قتيل في اسبوع واحد.